# لي مينغ (لاعب كرة قدم)
لي مينغ (بالصينية: 李明) (4 مايو 1975 في الصين - ) هو لاعب كرة قدم صيني في مركز الدفاع. شارك مع منتخب الصين لكرة القدم. أما مع النوادي، فقد لعب مع شاندونغ لونينغ ونادي بكين سينوبو غوان ونادي غويزهو رينهي ونادي شنجن ونادي شانغهاي بودونغ لكرة القدم.

## وصلات خارجية
- لي مينغ (لاعب كرة قدم) على موقع قاعدة بيانات كرة القدم.إي يو (الإنجليزية)
- لي مينغ (لاعب كرة قدم) على موقع ناشيونال فوتبول تيمز (الإنجليزية)